# (3324) Avsyuk
(3324) Avsyuk – planetoida z grupy pasa głównego asteroid okrążająca Słońce w ciągu 4 lat i 158 dni w średniej odległości 2,7 j.a. Została odkryta 4 lutego 1983 roku w Obserwatorium Kleť w pobliżu Czeskich Budziejowic przez Antonína Mrkosa. Nazwa planetoidy pochodzi od Jurija M. Awsjuka, geodety, który pracował wspólnie z odkrywcą w Antarktyce podczas Międzynarodowego Roku Geofizycznego. Przed nadaniem nazwy planetoida nosiła oznaczenie tymczasowe (3324) 1983 CW1.